# Heidrun E. Mader
Heidrun Elisabeth Mader (geb. 19. September 1977 in Durban, Südafrika als Heidrun Elisabeth Schroeder) ist eine deutsche evangelische Theologin. Sie ist seit 2022 Professorin für Biblische Literatur und ihre Rezeption (W3) an der Philosophischen Fakultät der Universität zu Köln.

## Leben
Mader studierte nach dem Abitur in Oldenburg als Stipendiatin der Studienstiftung des deutschen Volkes in Oberursel, Cambridge und Heidelberg. An der Cambridge University graduierte sie als mit dem Scholefield Prize ausgezeichnete Master of Philosophy.
2005 war sie Hochschulassistentin an der Lutherischen Theologischen Hochschule Oberursel und von 2006 bis 2019 Wissenschaftliche Mitarbeiterin am Lehrstuhl von Peter Lampe an der Theologischen Fakultät der Ruprecht-Karls-Universität Heidelberg, wo sie promoviert wurde und sich habilitierte. Seit 2020 ist sie Research Fellow der Universität Stellenbosch in Südafrika. Sie war Vorstandsmitglied und Wissenschaftliche Mitarbeiterin des hessischen LOEWE-Exzellenzprojekts „Religiöse Positionierung: Modalitäten und Konstellationen in jüdischen, christlichen und islamischen Kontexten“ an der Justus-Liebig-Universität Gießen (2020). Nach einer Vertretungsprofessur an der Universität Hamburg (2020/21–2022) hat sie seit 2022 als Universitätsprofessorin den Lehrstuhl für Biblische Literatur und ihre Rezeption an der Universität zu Köln inne.
Mader ist Mitherausgeberin der internationalen Buchreihe Novum Testamentum et Orbis Antiquus (NTOA) bei Brill/Vandenhoeck & Ruprecht (seit 2020) und der wissenschaftlichen Zeitschrift für Neues Testament (ZNT).
Sie ist Mitglied der Studiorum Novi Testamenti Societas (SNTS), der Society of Biblical Literature (SBL; USA), der European Society of Women in Theological Research (ESWTR; Beiratsmitglied in der deutschen Sektion) und des Collegium Oecumenicum in Heidelberg (langjähriger Vorsitz).
Mader ist verheiratet und Mutter eines Kindes.

## Arbeitsschwerpunkte
- Die ältesten christlichen literarischen Dokumente – die authentischen Briefe des Paulus von Tarsus und das Markusevangelium – sowie deren Verhältnis zueinander: Mader macht umfassend plausibel, dass das Markusevangelium zentrale Ideen der Paulusbriefe rezipierte und diese narrativ ausgestaltete. Es ergibt sich das Bild einer narrativen Umsetzung eines von Paulus diskursiv behandelten kohärenten Themenkomplexes. Spezifisches, nur Markus und Paulus Gemeinsames tritt zutage.[3]
- Mader analysiert die historische Situation des paulinischen Galaterbriefs und seiner Adressaten neu und wirft so ein neues Licht auf den in der christlichen Tradition zumeist antijüdisch aufgeladenen Begriff der „Werke des Gesetzes“ (vermeintlich jüdische „Werkgerechtigkeit“).
- Visionen, Prophetien und Orakel im frühen Christentum. Maders Analyse der montanistischen Orakel zeigt u. a., wie sehr diese im Zuge der Rezeption biblischer Texte formuliert wurden.[4]
- Theologinnen und Amtsträgerinnen im frühen Christentum.
- Frauenbeschneidung in der Antike und ihr Echo in frühchristlichen und frühjüdischen Texten.
- Dualismus und Diversität im Johannesevangelium.
- Emotionenforschung: Affekte und Emotionen in (und evoziert durch) biblische Narrative.

## Publikationen (Auswahl Bücher)
- Montanistische Orakel und kirchliche Opposition: Der frühe Streit zwischen den phrygischen „neuen Propheten“ und dem Autor der vorepiphanischen Quelle als biblische Wirkungsgeschichte des 2. Jh. n. Chr. (= Novum Testamentum et Orbis Antiquus 97).  Vandenhoeck & Ruprecht, Göttingen 2012 (Dissertation Heidelberg 2011). ISBN 978-3-525-53979-8.
- Markus und Paulus: Die beiden ältesten erhaltenen literarischen Werke und theologischen Entwürfe des Urchristentums im Vergleich (= Biblische Zeitschrift - Supplements; Bd. 1), Brill, Leiden 2020 (Habilitationsschrift Heidelberg 2018. ISBN 978-3-506-70479-5, ISBN 978-3-657-70479-8 (E-Book). Engl. Version:
- Mark and Paul: Comparing the Oldest Extant Literary Works and Theological Ideas of Early Christianity; (= Biblische Zeitschrift - Supplements; Bd. 1), Brill/Schöningh, Leiden/Paderborn 2024. ISBN 978-3-506-79390-4, ISBN 978-3-657-79390-7 (E-book).
- als Hrsg. mit Ute E. Eisen: Talking God in Society: Multidisciplinary (Re)constructions of Ancient (Con)texts (Festschrift for Peter Lampe; Novum Testamentum et Orbis Antiquus 120/1–2), Vandenhoeck & Ruprecht, Göttingen 2020; Band 1:  Theories and Applications. ISBN 978-3-525-57317-4, ISBN 978-3-647-57317-5 (E-Book); Band 2: Hermeneuein in Global Contexts, Past and Present. ISBN 978-3-525-57318-1, ISBN 978-3-647-57318-2 (E-Book).
- als Hrsg. mit Ute E. Eisen und Melanie Peetz: Grasping Emotions: Approaches to Emotions in Interreligious and Interdisciplinary Discourse, De Gruyter, Berlin/Boston 2024. ISBN 978-3-111-18103-5, ISBN 978-3-111-18557-6 (E-Book). https://doi.org/10.1515/9783111185576.
- als Hrsg. mit Peter Lampe: Montanism in the Roman World: The New Prophecy Movement from Historical, Sociological, and Ecclesiological Perspectives (FS William Tabbernee; NTOA 132), Vandenhoeck & Ruprecht/Brill, Göttingen 2024. ISBN 978-3-525-50104-7.
- Circumcised Hagar, the Slave, and Uncircumcised Sarah, the Free Woman, in "Reading Women in the New Testament Letters" (ed. K. Zamfir & U. Poplutz; SBL Press, Atlanta 2025), 331–346. Deutsche Version:
- Hagar, die beschnittene Sklavin, und Sara, die unbeschnittene Freie, in "Neutestamtliche Briefe" (ed. K. Zamfir & U. Poplutz; Die Bibel und die Frauen 2.2; Stuttgart: Kohlhammer, Stuttgart 2023), 289–301.

## Auszeichnungen
- Hermann-Sasse-Preis 2022/23.[5][6]
- Preis der Jubiläums-Stiftung der Ruprecht-Karls-Universität Heidelberg (für Forschung und Lehre) 2016.
- Scholefield Prize der Universität Cambridge 2002.